# Лунный модуль

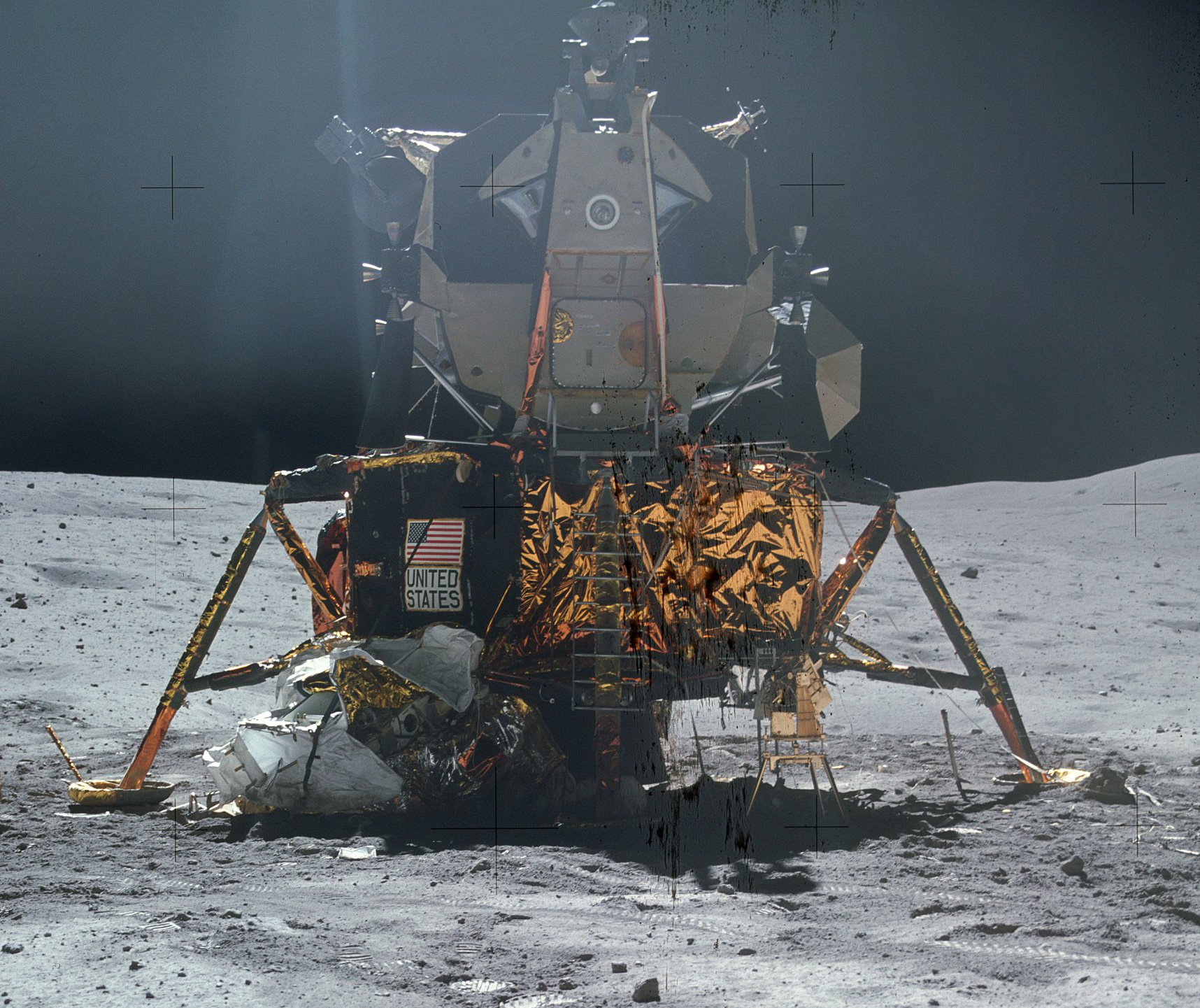
Лунный модуль LM-11 миссии Аполлон-16. Лунный автомобиль был выгружен из отсека справа от лестницы

Лунный модуль корабля «Аполлон» (LM, также известный как LEM (Lunar Excursion Module), — посадочный модуль, часть корабля «Аполлон», построенный для американской программы «Аполлон» компанией Grumman Corporation для экипажа из двух человек с целью доставки с лунной орбиты на поверхность Луны и обратно. Шесть таких модулей совершили успешную посадку на Луну в 1969—1972 годах.
В каком-то смысле это был первый в мире истинно космический корабль, поскольку он был способен перемещаться только в космосе, не был конструктивно и аэродинамически приспособлен к полёту в атмосфере Земли.
Его разработка сталкивалась с несколькими препятствиями, что задержало его первый беспилотный полёт на срок около десяти месяцев, а его первый пилотируемый полёт примерно на три месяца. Несмотря на это, в конце концов данный модуль стал самым надёжным компонентом системы «Аполлон»/«Сатурн» и значительно превышал её проектные требования, что было задействовано для поддержания жизнеобеспечения и двигательных ресурсов, позволив спасти астронавтов после взрыва и отказа систем служебного модуля в полёте «Аполлона-13».
Модуль состоит из двух ступеней. Посадочная ступень, оборудованная самостоятельной двигательной установкой и шасси, используется для снижения лунного корабля с орбиты Луны и мягкой посадки на лунную поверхность, и также служит стартовой площадкой для взлётной ступени. Взлётная ступень, с герметичной кабиной для экипажа и самостоятельной двигательной установкой, после завершения исследований стартует с поверхности Луны и на орбите стыкуется с командным отсеком. Разделение ступеней осуществляется при помощи пиротехнических устройств.
Масса лунного модуля при полете «Аполлона-11» составляла 15 тонн, из которых 10,5 тонны приходилось на топливо. Высота составляла 7 м, диаметр — 4,3 м.
Для тренировки экипажа по ручному управлению модулем был разработан тренажёр, способный на Земле создать условия пребывания в поле тяготения Луны.

## Взлётная ступень
Взлётная ступень лунного модуля имеет три основных отсека: отсек экипажа, центральный отсек и задний отсек оборудования. Герметизируются только отсек экипажа и центральный отсек, все остальные отсеки лунного корабля негерметизированы. Объём герметической кабины 6,7 м³, давление в кабине 0,337 кг/см², атмосфера — чистый кислород.
Высота взлётной ступени 3,76 м, диаметр 4,3 м.
Конструктивно взлётная ступень состоит из шести узлов: отсек экипажа, центральный отсек, задний отсек оборудования, связка крепления ЖРД, узел крепления антенн, тепловой и микрометеорный экран.
Отсек экипажа имеет вид цилиндра с горизонтальной осью (диаметр 2,35 м, длина 1,07 м, объём 4,6 м³) полумонококовой конструкции из хорошо сваривающихся алюминиевых сплавов.
Два рабочих места для астронавтов оборудованы пультами управления и приборными досками, системой привязи астронавтов (они располагались стоя), двумя окнами переднего обзора, окном над головой для наблюдения за процессом стыковки, телескопом в центре между астронавтами. Для выхода на поверхность Луны производилась полная разгерметизация кабины, так как шлюзовая камера отсутствовала. Срок автономного существования модуля (ограниченный, в первую очередь, ресурсом систем жизнеобеспечения и электропитания) составлял порядка 75 часов.
Характеристики взлётной ступени:
- Масса, включая топливо: 4670 кг.
- Атмосфера кабины: 100 % кислород, давление 33 кПа.
- Вода: два бака по 19,3 кг.
- Охладитель: 11,3 кг раствора этиленгликоль-вода.
- Температурный контроль: один активный сублиматор (теплообменник) «вода-лёд».
- Двигатели системы ориентации (ДСО):
  - Масса топлива: 287 кг.
  - Число и тяга ДСО: 16 × 445 Н в четырёх сборках.
  - Топливо ДСО: тетраоксид диазота — окислитель; аэрозин-50 (несимметричный диметилгидразин + гидразин) — горючее.
  - Удельный импульс ДСО: 2,84 км/с.
- Взлётный двигатель:
  - Масса топлива: 2353 кг.
  - Тяга: 15,6 кН.
  - Топливо: Тетраоксид азота/аэрозин-50.
  - Система наддува: 2 × 2,9 кг гелиевых бака, давление 21 МПа.
  - Удельный импульс: 3,05 км/с (311 секунд).
  - Тяговооруженность на взлете: 2,124.
- Характеристическая скорость (дельта-v) взлётной ступени: 2220 м/с.
- Батареи: две 28-32 вольт, 296 А·ч, серебряно-цинковые; 56,7 кг каждая.
- Бортовая сеть: 28 вольт постоянного тока; 115 вольт, 400 Гц — переменного тока.

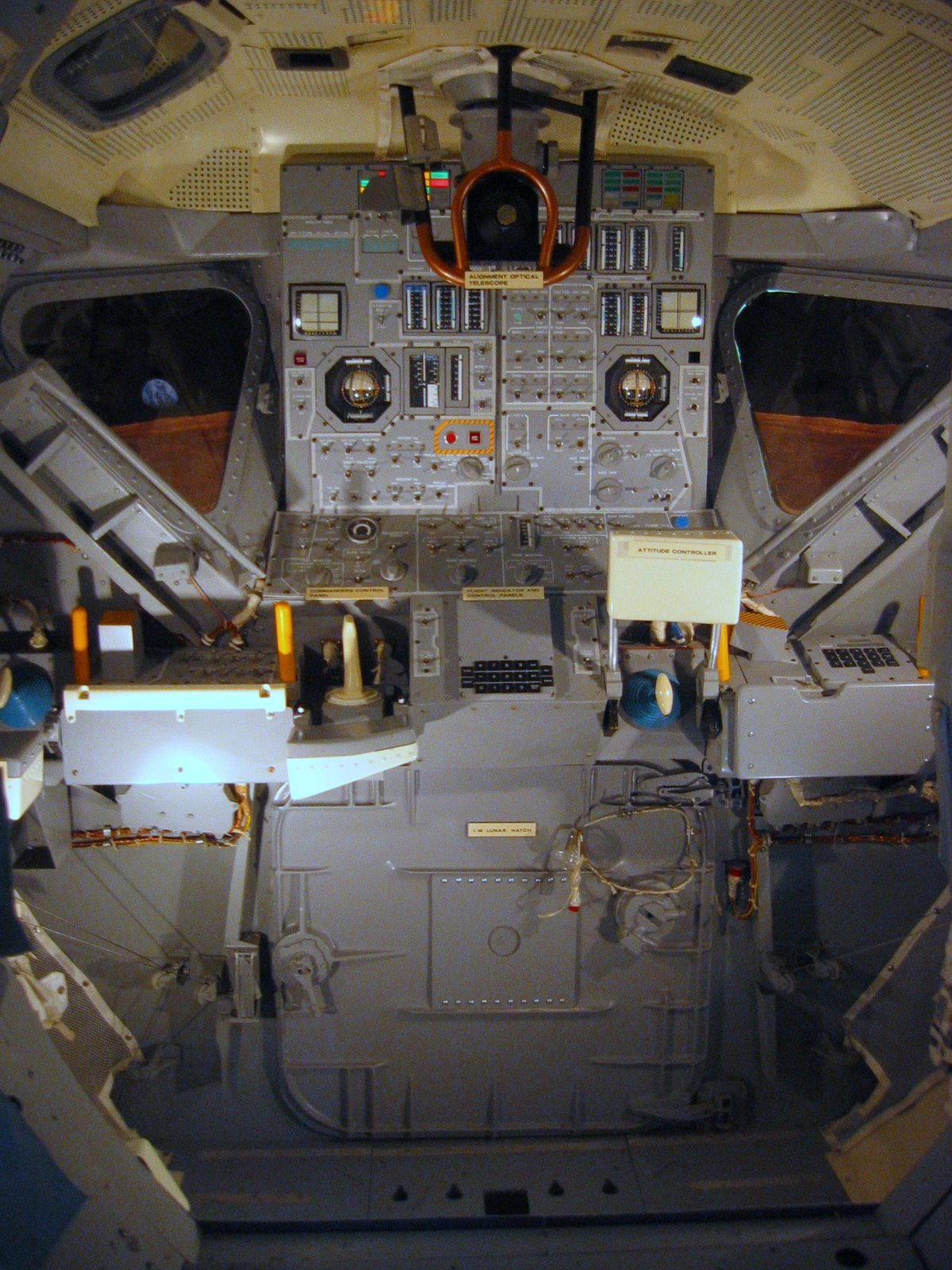
Кабина лунного модуля. Непосредственно под рабочим местом пилота — люк для выхода на поверхность Луны

- ЖРД РС-18.

## Посадочная ступень
Посадочная ступень лунного модуля в виде крестообразной рамы из алюминиевого сплава несёт на себе в центральном отсеке двигательную установку с посадочным ЖРД фирмы STL.
В четырёх отсеках, образованных рамой вокруг центрального отсека, установлены топливные баки, кислородный бак, бак с водой, бак с гелием, электронное оборудование, подсистема навигации и управления, посадочный радиолокатор и аккумуляторы.
Четырёхногое раскладное шасси, установленное на посадочной ступени, поглощает энергию удара при посадке корабля на поверхность Луны разрушающимися сотовыми патронами, установленными в телескопических стойках ног шасси; дополнительно удар смягчается деформацией сотовых вкладышей в центрах посадочных пят. Три из четырёх пят снабжены гибким металлическим щупом, направленным вниз и раскрывающимся наподобие рулетки, сигнализирующим экипажу момент выключения ЖРД при контакте с лунной поверхностью (синяя лампа «lunar contact»). Шасси находятся в сложенном состоянии до отделения лунного корабля от командного отсека; после отделения по команде экипажа лунного корабля пиропатроны перерезают чеки у каждой ноги и под действием пружин шасси выпускается и становится на замки. Так же как взлётная ступень, посадочная ступень окружена тепловым и микрометеорным защитным экраном из многослойного майлара и алюминия. Высота посадочной ступени 3,22 м, ширина (без шасси) 4,3 м.
Характеристики посадочной ступени:
- Масса, включая топливо: 10 334 кг.
- Запас воды: 1 бак, 151 кг.
- Масса горючего и окислителя: 8165 кг.
- Тяга двигателя: 45,04 кН, дросселирование 10—60 % от полной тяги.
- Компоненты топлива: Тетраоксид азота/аэрозин-50.
- Бак наддува: 1 × 22 кг бак, газ наддува — гелий, давление 10,72 кПа.
- Удельный импульс: 3,05 км/с (311 секунд).
- Характеристическая скорость посадочной ступени (дельта-v): 2470 м/с.
- Батареи: 4 (на Аполлонах 9—14) или 5 (на Аполлонах 15—17) 28—32 В, 415 А·ч, серебряно-цинковые, масса каждой 61,2 кг.

## Система управления
Система управления лунным модулем корабля «Аполлон» состояла из следующих основных компонентов:
- аварийная подсистема наведения;
- гиростабилизатор;
- телескоп выставки гироплатформы;
- радиолокаторы встречи и посадки[8];
- рукоятки ручного управления аппаратом;
- пульт управления и индикации;
- преобразователи «аналог-код»;
- БЦВМ;
- преобразователи «код-аналог»;
- телеметрия и служба времени;
- программное устройство двигателей;
- двигатели подъёма, посадки и стабилизации;
- индикаторы ориентации и угловых скоростей;
- указатель горизонтальной скорости;
- аварийная сигнализация.

## Посадка и взлёт

### Посадка
Сначала лунный модуль раздвигал посадочное шасси, остыковывался от орбитального, отлетал на 3 километра, располагался в пространстве так, что астронавты находились лицом к поверхности Луны, ногами в сторону движения модуля. То есть для астронавтов поверхность Луны «пролетала» снизу вверх. Позже он переходил на посадочную орбиту, а потом включал двигатель и сходил с орбиты. Далее модуль производил вращение — астронавты располагались спиной к Луне и по прежнему ногами в сторону движения модуля. Для совершения посадки лунный модуль становился вертикально, и астронавты, соответственно, позиционировались ногами к поверхности Луны. Когда щупы касались поверхности, двигатель можно было выключать, и посадка корабля завершалась.

### Взлёт
После нахождения на Луне взлётная ступень отделялась от посадочной, включала свой двигатель, выходила на орбиту и стыковалась с орбитальным кораблём. Астронавты переходили из взлётной ступени в командный модуль и переносили образцы лунного грунта. Позже из взлётной ступени стравливался воздух, и она отстыковывалась. После того, как орбитальный корабль улетал, взлётная ступень включала двигатель, сходила с орбиты и разбивалась об Луну.

## Полёты лунных модулей
| Модуль             | Дата                 | Полёт        | Масса, кг | NSSDC_ID  | NORAD ID | Примечание |
| ------------------ | -------------------- | ------------ | --------- | --------- | -------- | --- |
| LTA-10R            | 9 ноября 1967 года   | «Аполлон-4»  | —         | —         | —        | макет |
| LM-1               | 22 января 1968 года  | «Аполлон-5»  | —         | 1968-007B | 3107     | — |
| LM-2               | не летал             | —            | —         | —         | —        | Национальный музей воздухоплавания и астронавтики, Вашингтон                                                          |
| LTA-2R             | 4 апреля 1968 года   | «Аполлон-6»  | —         | —         | —        | макет |
| LTA-B              | 21 декабря 1968 года | «Аполлон-8»  | 9026,0    | —         | —        | весовой макет |
| LM-3 «Spider»      | 3 марта 1969 года    | «Аполлон-9»  | —         | 1969-018D | 3780     | — |
| LM-4 «Snoopy»      | 18 мая 1969 года     | «Аполлон-10» | 13 941,0  | 1969-043C | 3948     | — |
| LM-5 «Eagle»       | 16 июля 1969 года    | «Аполлон-11» | 15 065,0  | 1969-059C | 4041     | Первая посадка на Луну                                                                                                |
| LM-6 «Intrepid»    | 14 ноября 1969 года  | «Аполлон-12» | 15 116,0  | 1969-099C | 4246     | Пробыл на Луне 2 дня                                                                                                  |
| LM-7 «Aquarius»    | 11 апреля 1970 года  | «Аполлон-13» | 15 196,0  | 1970-029C | -        | Из-за взрыва служебного модуля посадки не было, двигатель использовался для коррекции траектории возвращения на Землю |
| LM-8 «Antares»     | 31 января 1971 года  | «Аполлон-14» | 15 277,0  | 1971-008C | 4905     | — |
| LM-9               | не летал             | —            | —         | —         | —        | Космический центр Кеннеди (Центр Аполло-Сатурн-5) мыс Канаверал                                                       |
| LM-10 «Falcon»     | 26 июля 1971 года    | «Аполлон-15» | 16 434,0  | 1971-063C | 5366     | Пробыл на Луне 3 дня, доставил первый Лунный автомобиль                                                               |
| LM-11 «Orion»      | 16 апреля 1972 года  | «Аполлон-16» | 16 428,0  | 1972-031C | 6005     | — |
| LM-12 «Challenger» | 17 декабря 1972 года | «Аполлон-17» | 16 448,0  | 1972-096C | 6307     | Последний полёт по программе                                                                                          |
| LM-13              | не летал             | —            | —         | —         | —        | Музей авиации, Лонг-Айленд, Нью-Йорк.                                                                                 |
| LM-14              | не летал             | —            | —         | —         | —        | Институт Франклина, Филадельфия                                                                                       |
| LM-15              | не летал             | —            | —         | —         | —        | Недостроен, разобран                                                                                                  |

## Иллюстрации

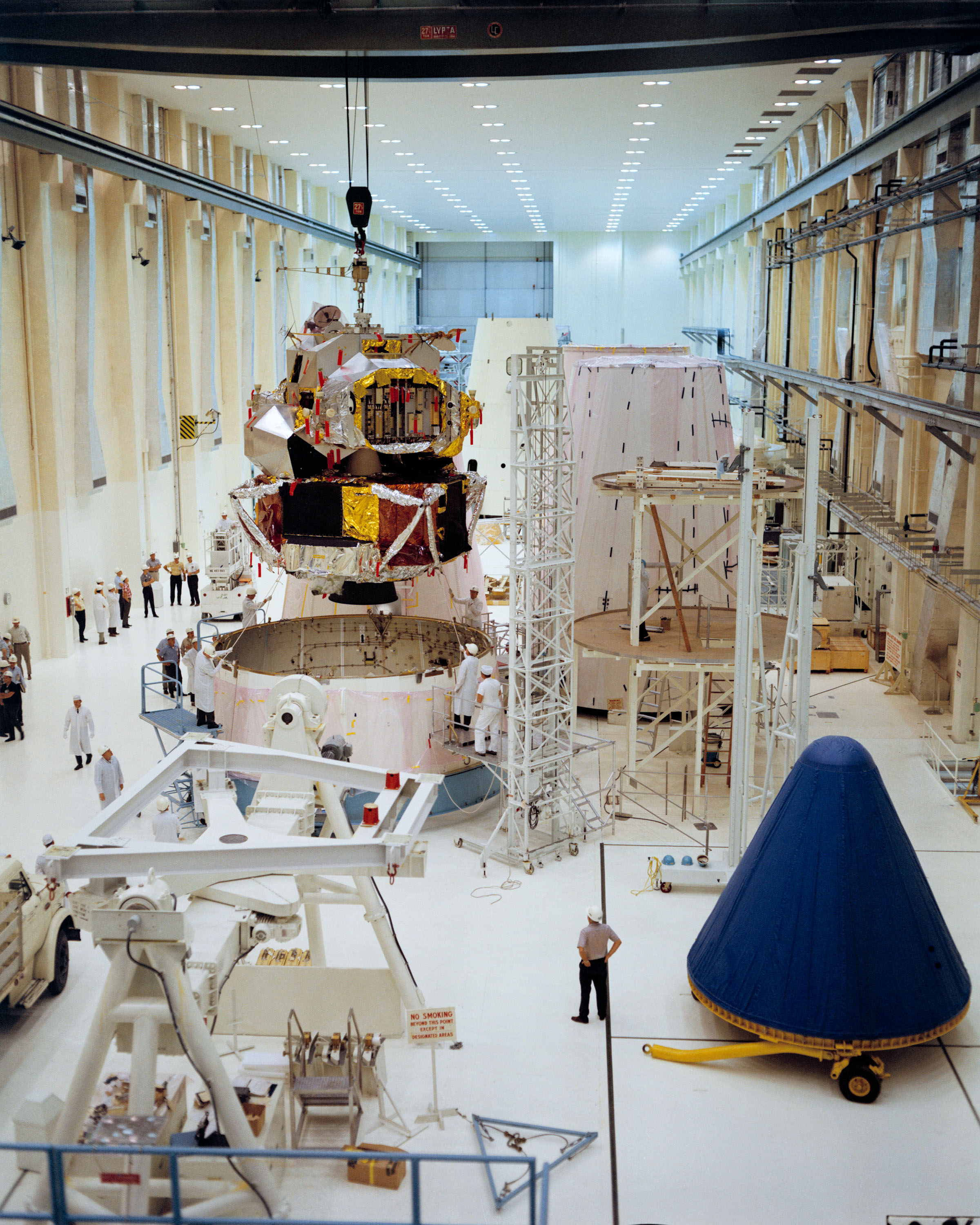
LM-1
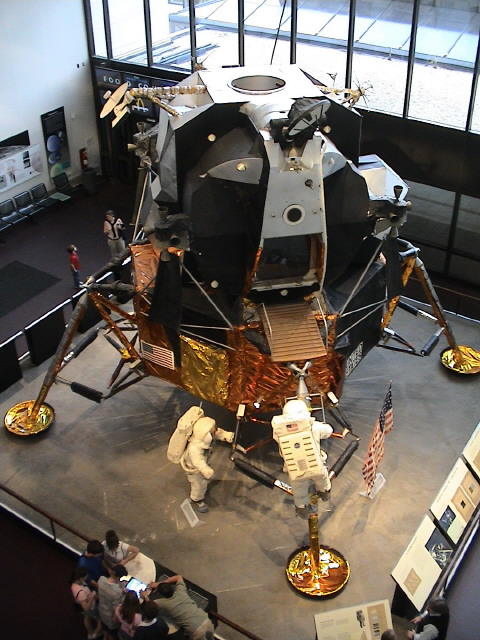
LM-2
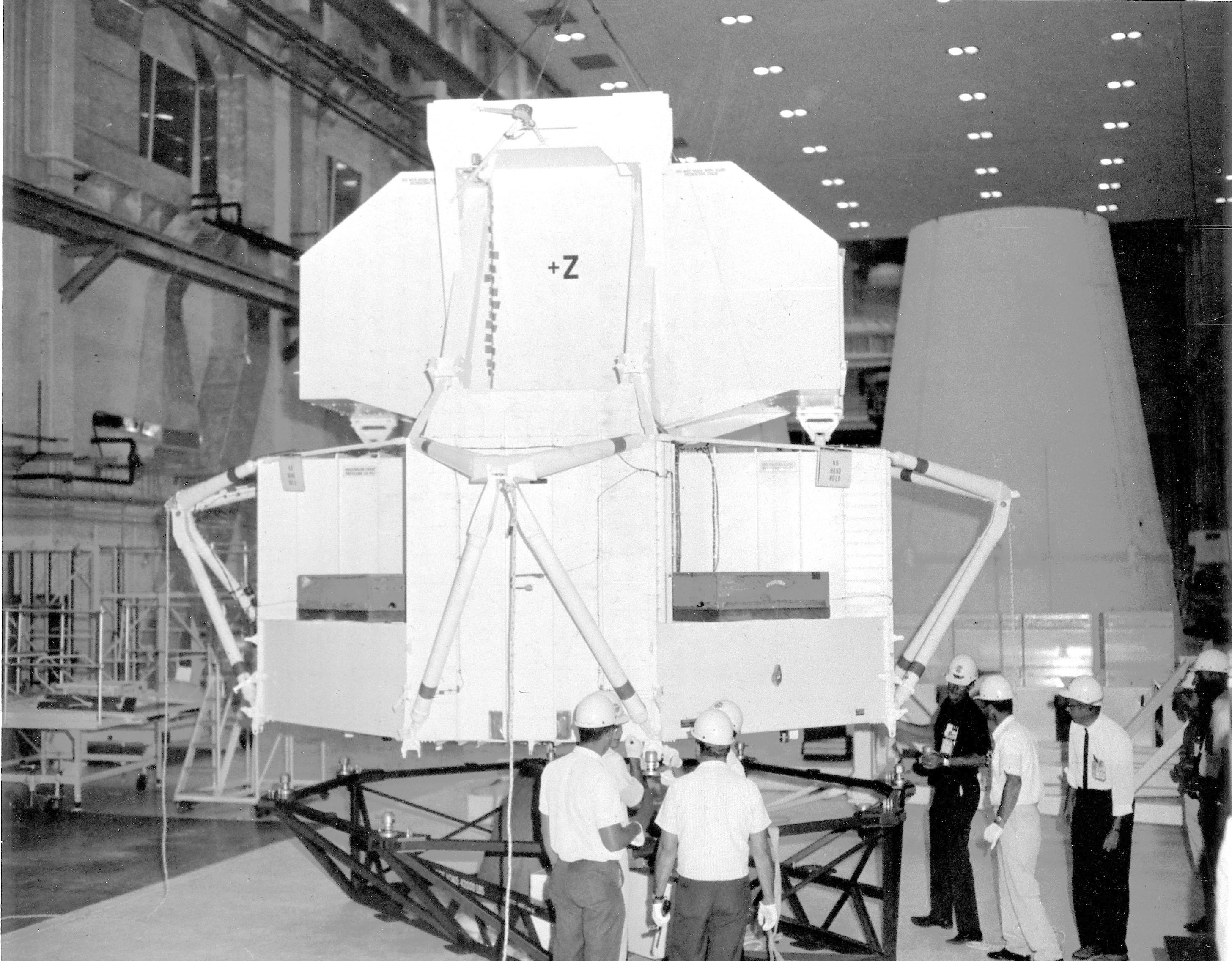
LTA-2R
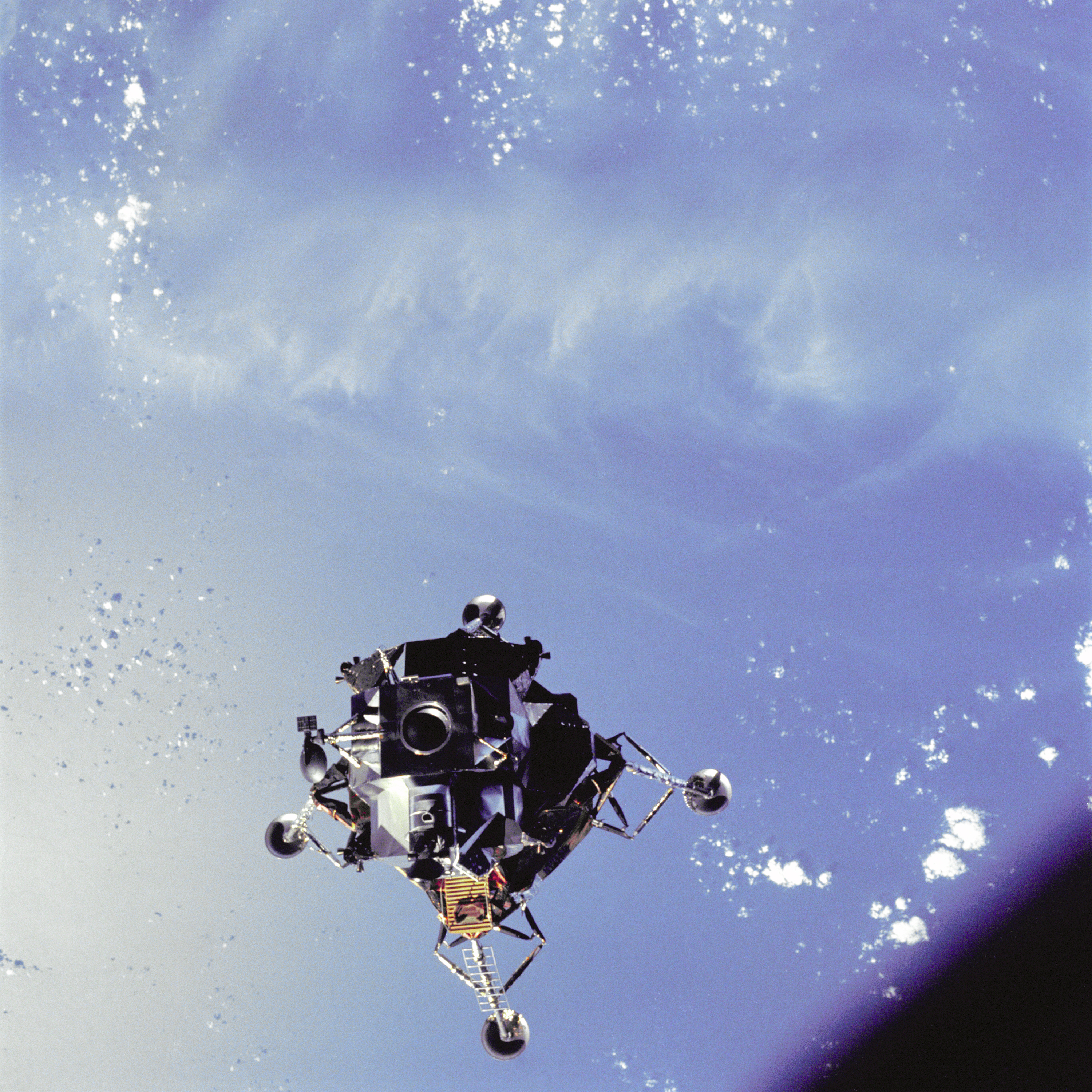
LM-3
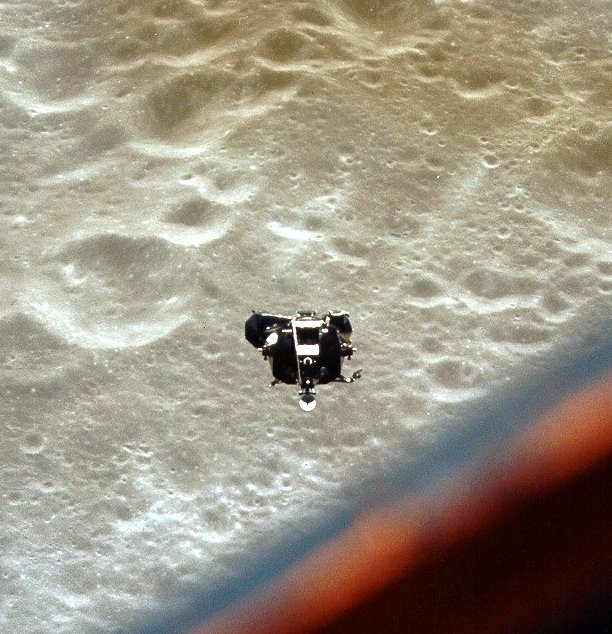
LM-4
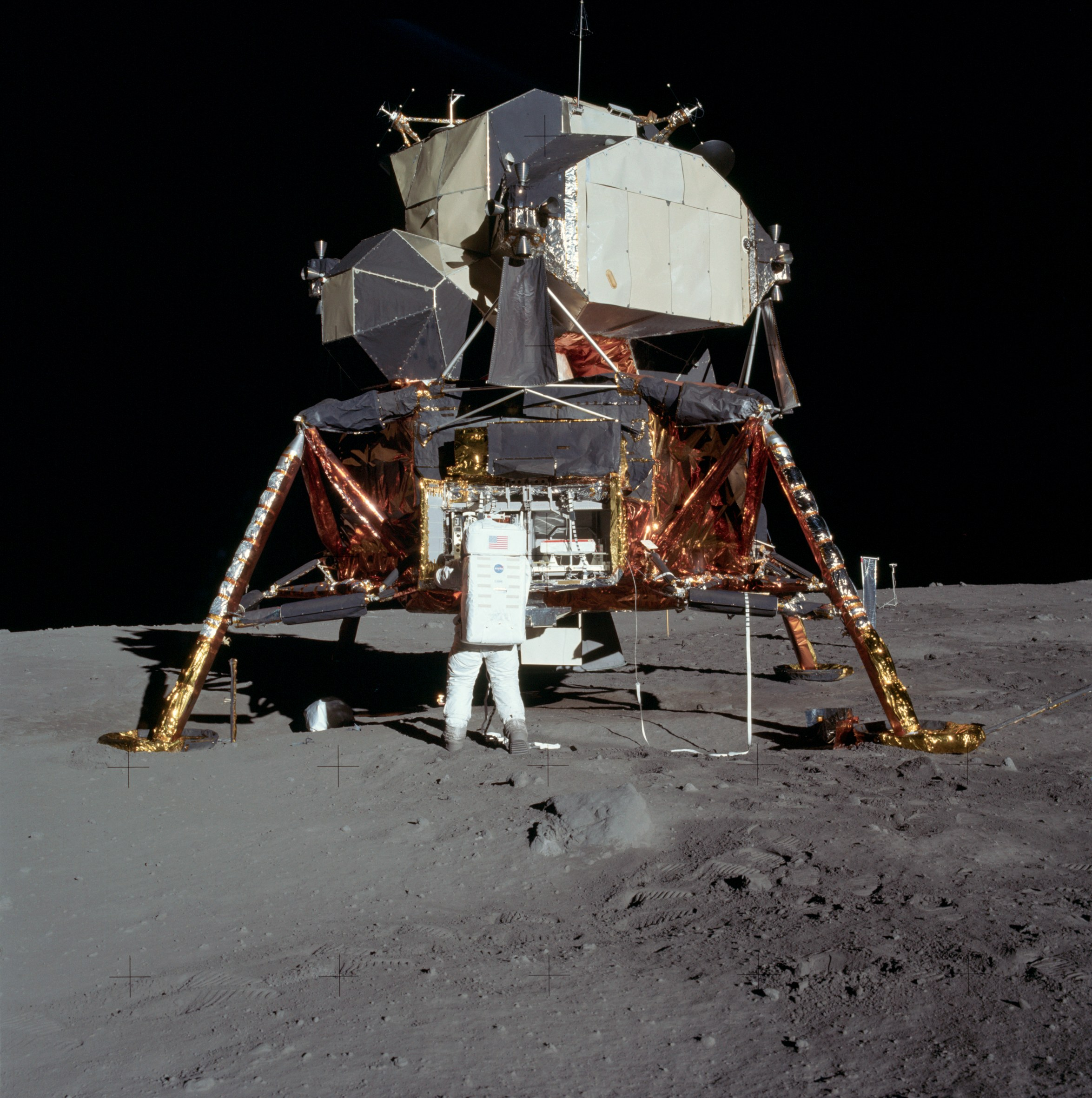
LM-5
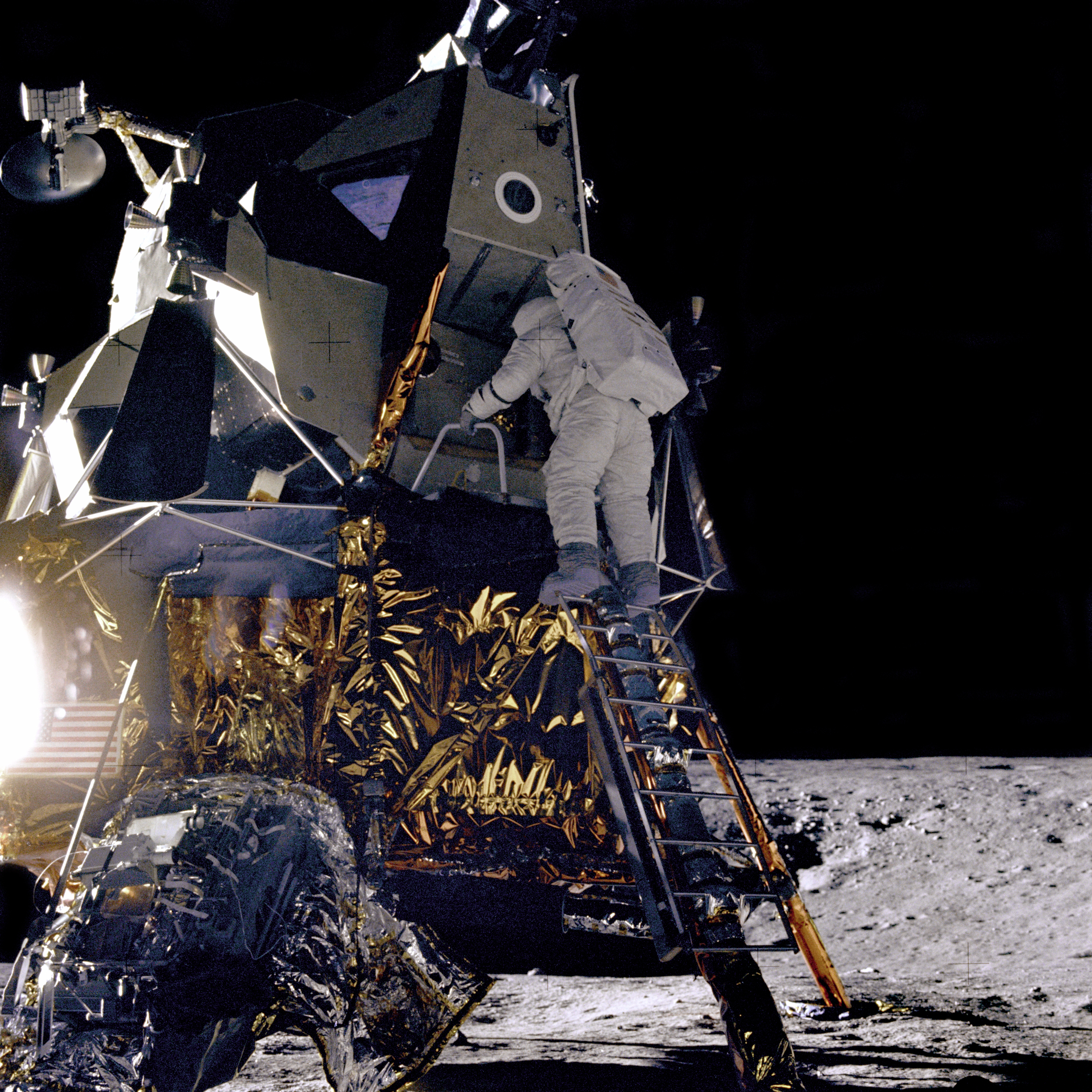
LM-6
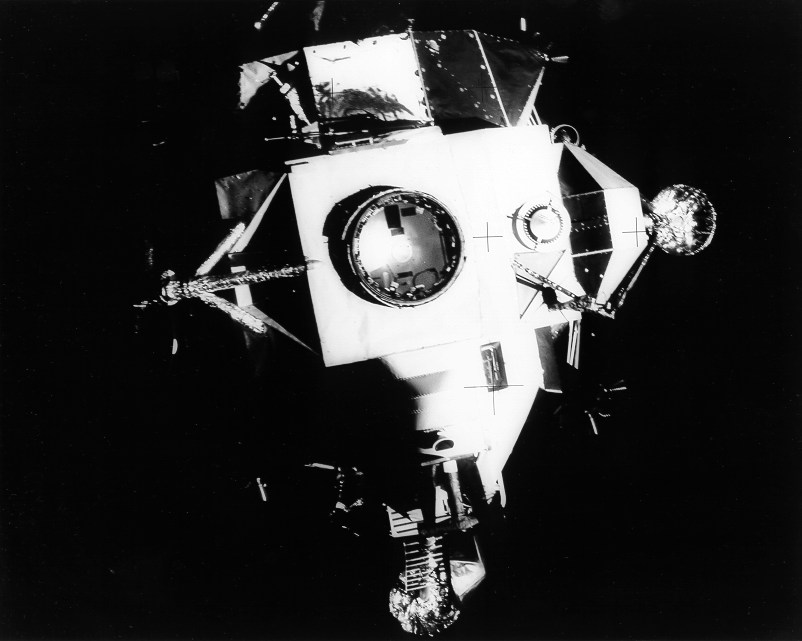
LM-7
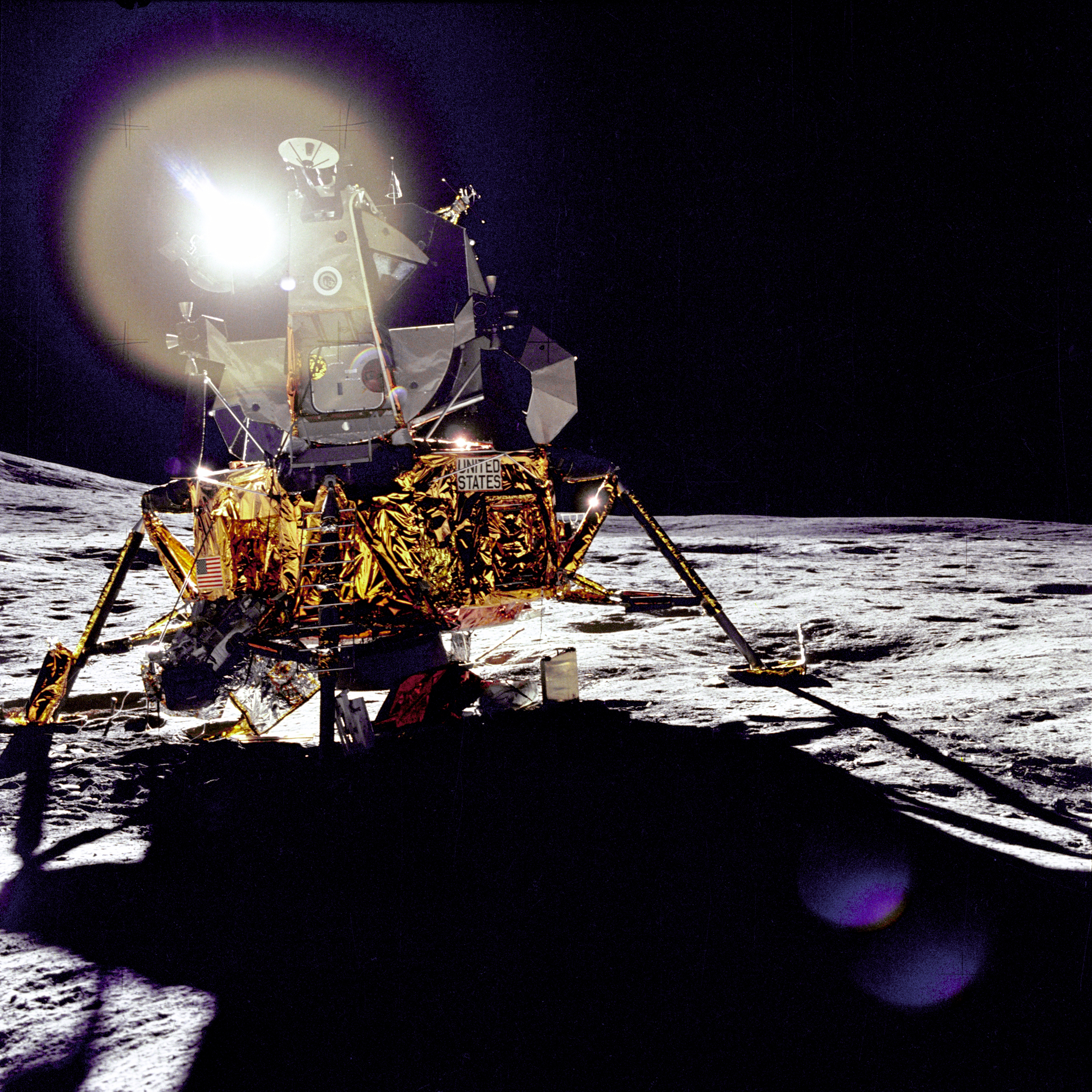
LM-8
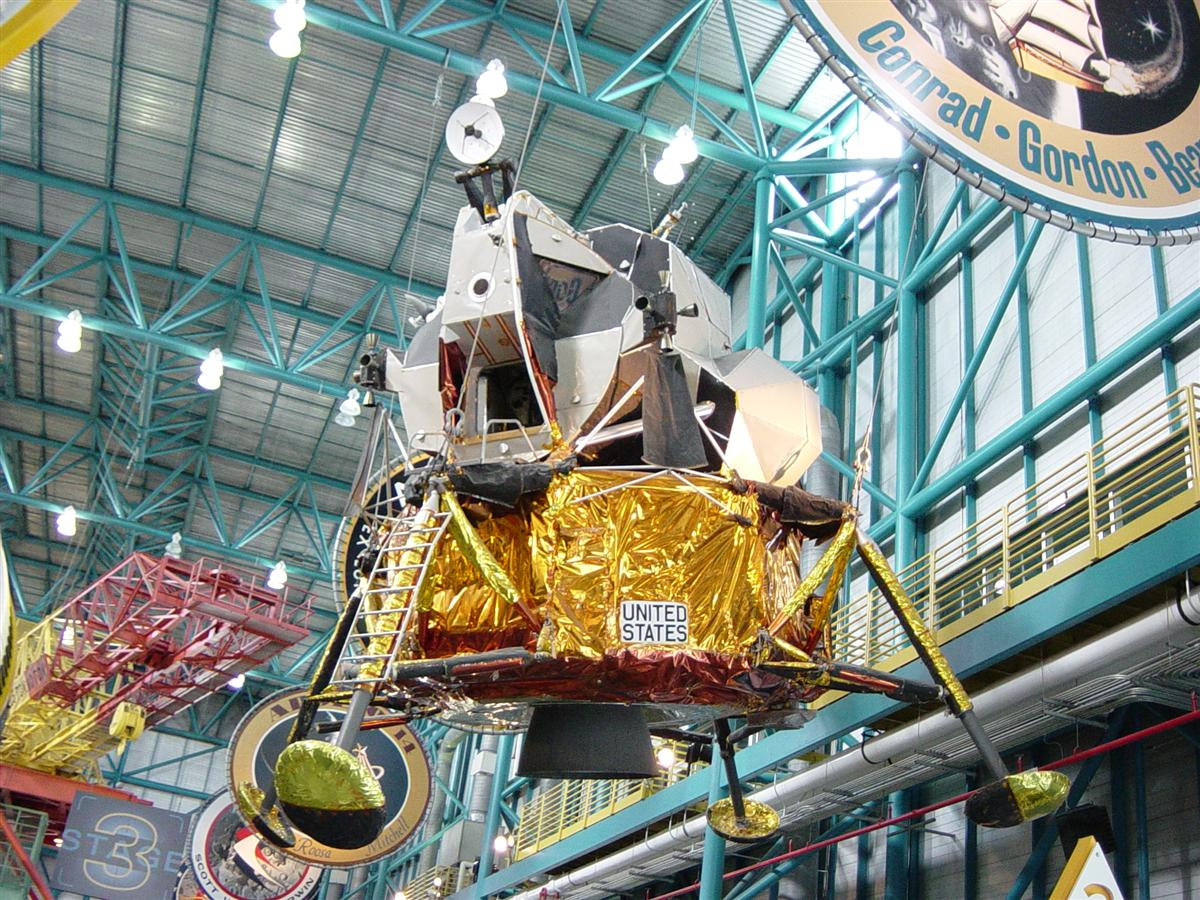
LM-9
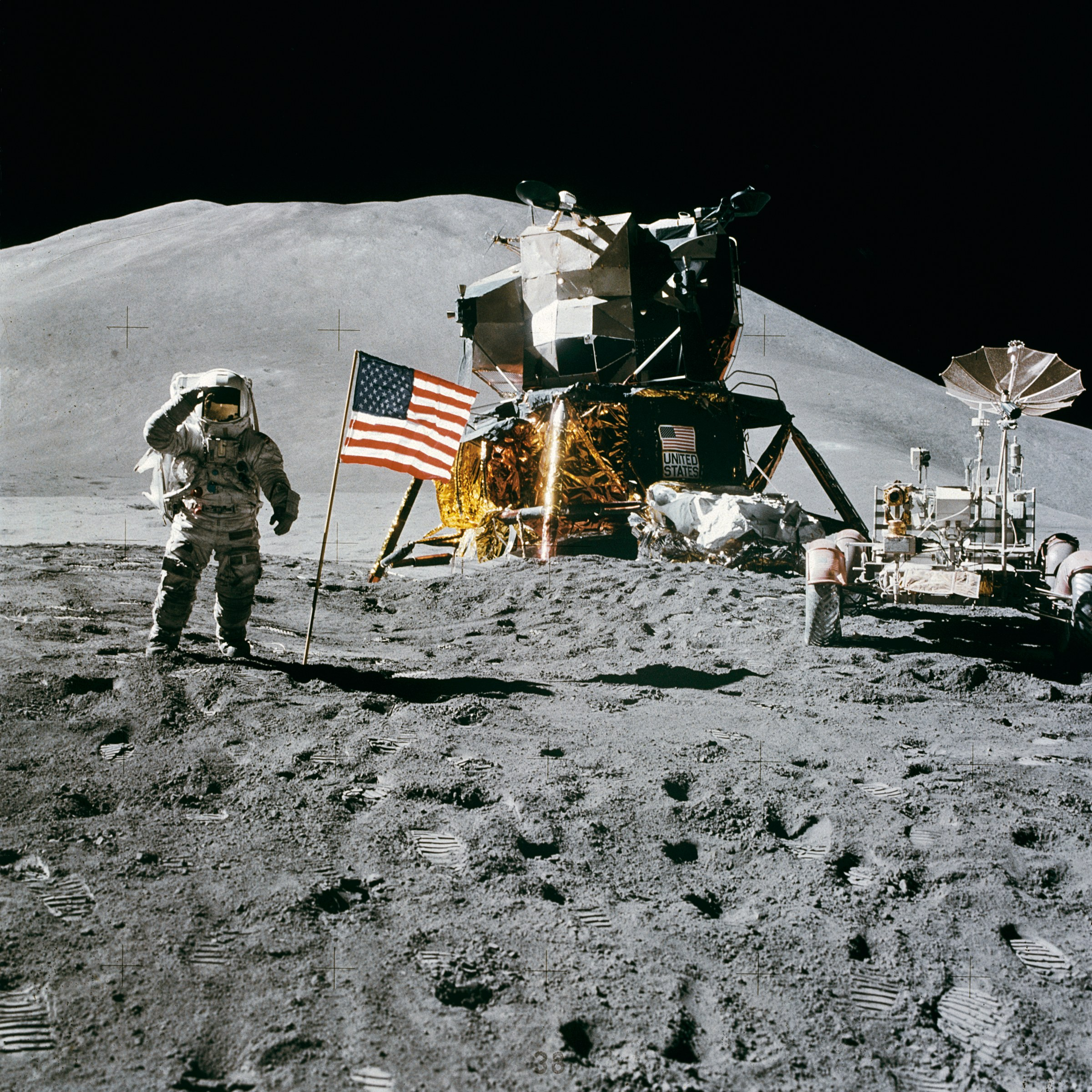
LM-10
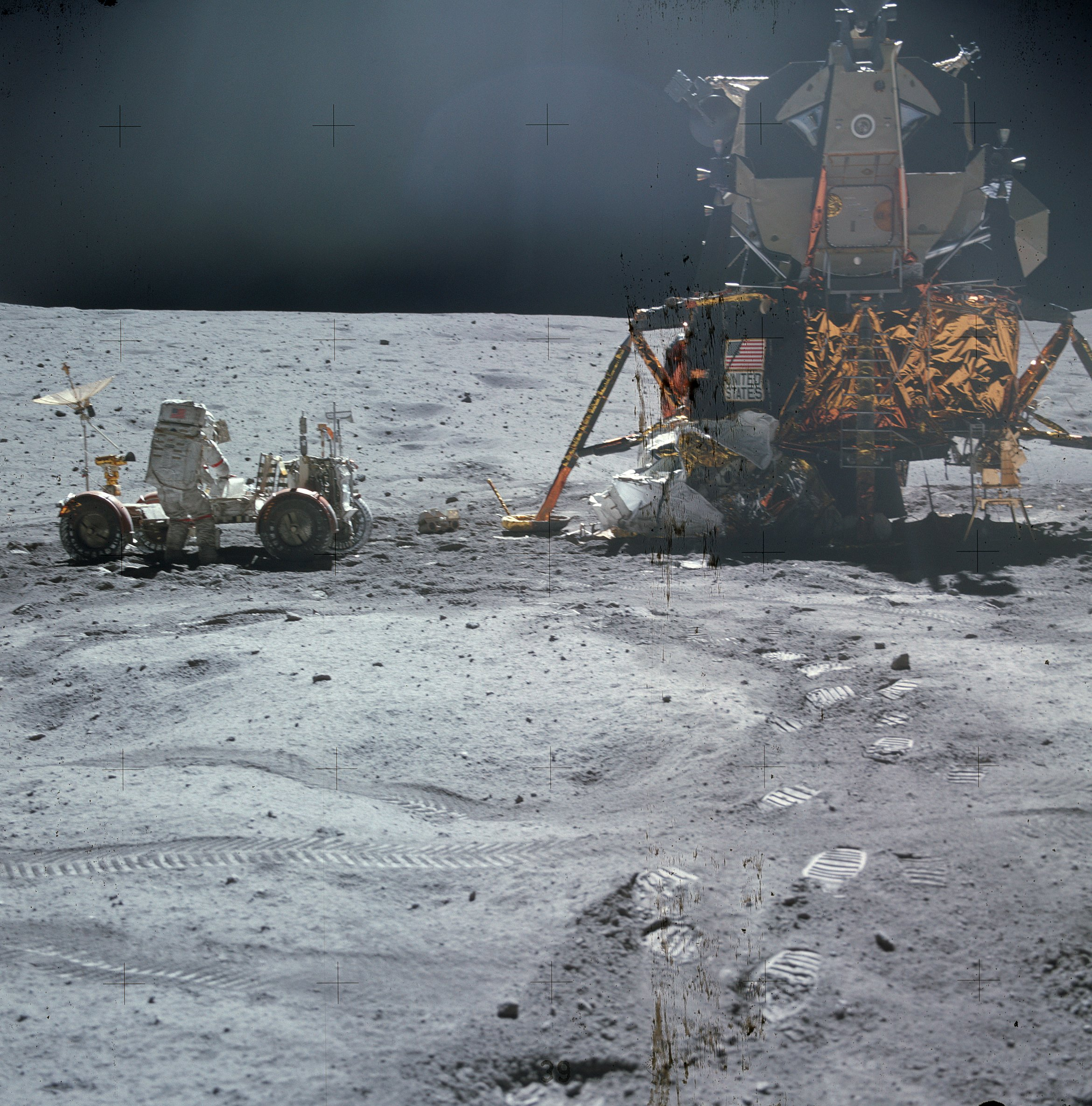
LM-11
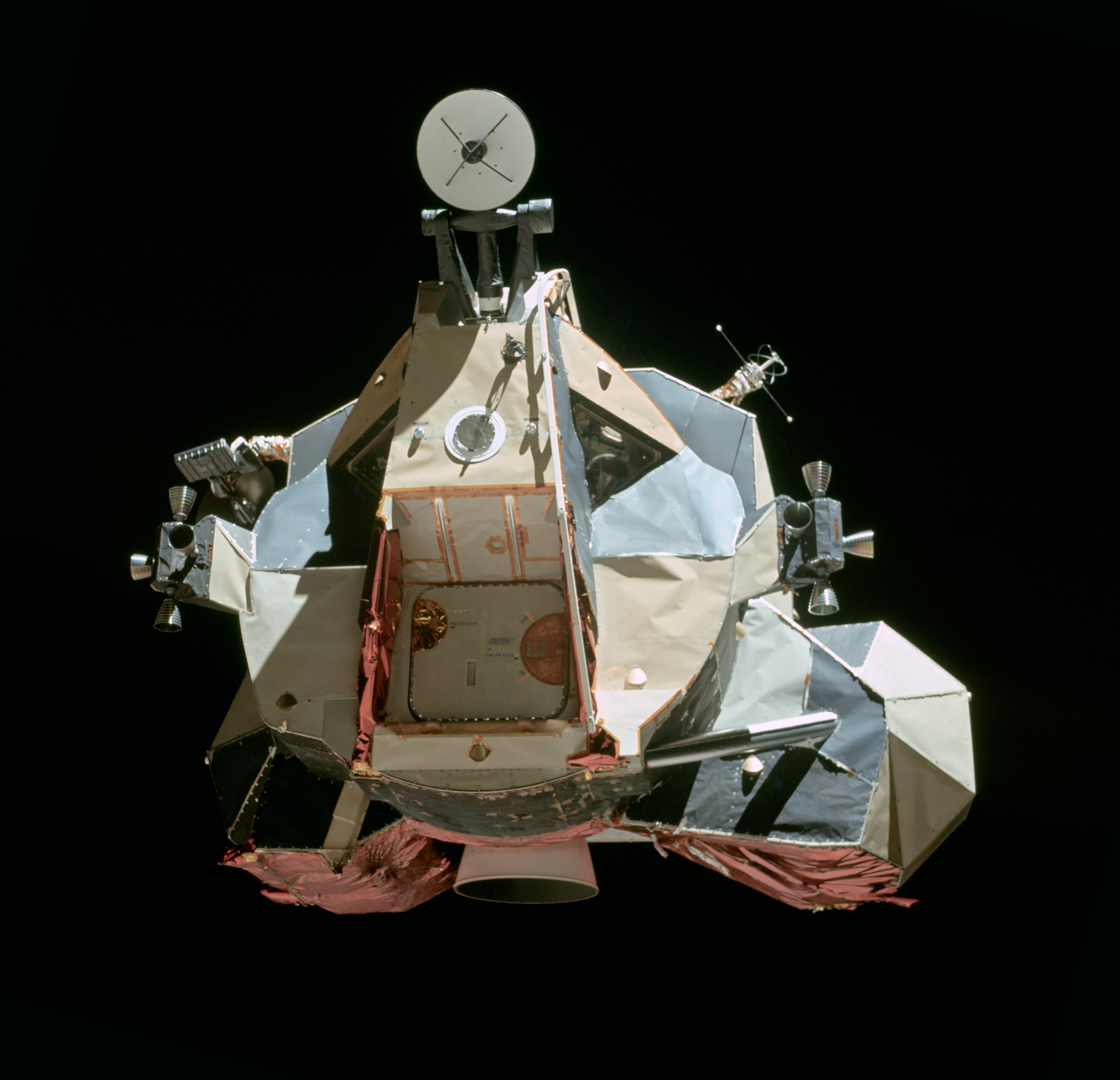
LM-12

Чертёж расположения  оборудования. Общий вид. (1 из 2)
Чертёж расположения  оборудования. Общий вид. (2 из 2)
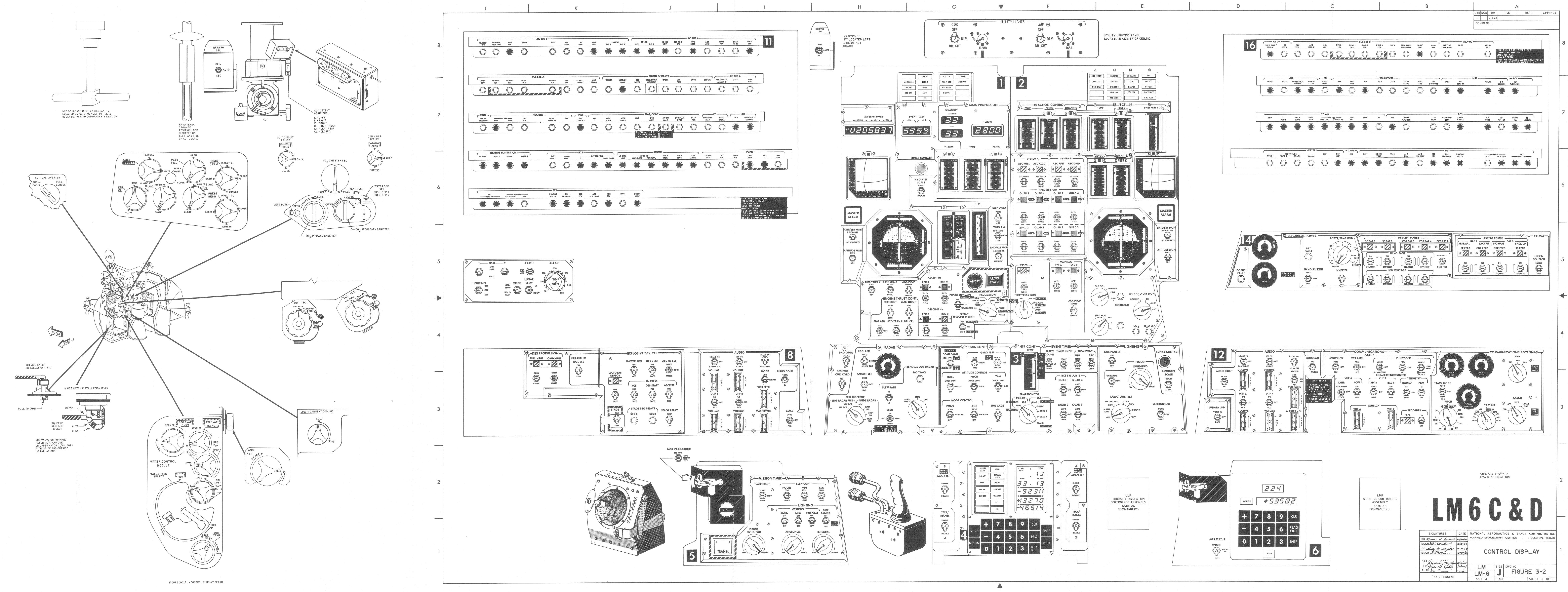
Чертёж панели управления
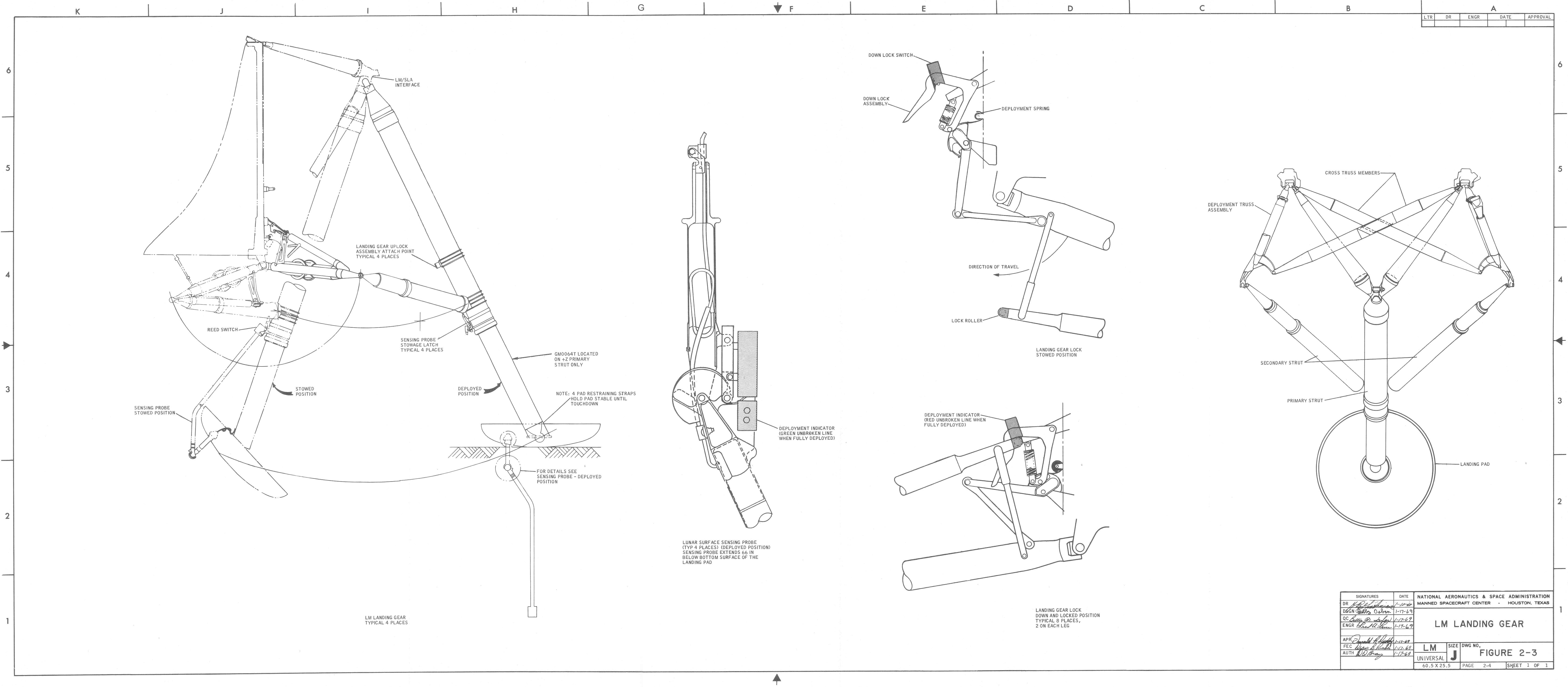
Чертёж посадочных опор